# رولوف فان لنب
رولوف فان لنب (بالهولندية: Roelof van Lennep)‏ هو لاعب كرة مضرب هولندي، ولد في 3 أكتوبر 1876 في فيسبادن في ألمانيا، وتوفي في 13 سبتمبر 1955 في لاهاي في هولندا.

## وصلات خارجية
- رولوف فان لنب على موقع الاتحاد الدولي لكرة المضرب (الإنجليزية)
- رولوف فان لنب على موقع اللجنة الأولمبية الدولية (الإنجليزية)
- رولوف فان لنب على موقع أوليمبيديا (الإنجليزية)